# Mônica Rodrigues
Mônica Rodrigues  (ur. 20 września 1967 w Rio de Janeiro), brazylijska siatkarka plażowa. Wicemistrzyni Olimpijska z 1996 r. Jej partnerką była Adriana Samuel.
Występowała również w parze z Jackie Silva (1998), Aną Paulą Henkel (2000) i Leilą Barros (2003).